# Хърватско-български войни
Хърватско-българските войни са серия от конфликти, които избухват три пъти през 9 и 10 век между средновековните царства на Хърватска и България. По време на тези войни Хърватия е васал и/или се съюзява с Източното франкско кралство и Византия срещу българската държава.

## Първа война
През средата на 9 век България е доминираща сила в централните, източните и северните Балкани. През 854 година Борис I се съюзява с моравския принц Ростислав срещу Лудвиг II Немски източно франкски крал. Хърватския владетел Търпимир I по това време е франкски васал и е недоволен от разширението на България, което достига до хърватските граници след войната с Княжеска Сърбия. Смята се, че България напада Хърватия приблизително през 854 година, но също има възможност Лудвиг да е дал някаква компенсация на Търпимир, за да атакува България. По време на войната от 854 година има само една голяма битка на територията на днешна Босна и Херцеговина и нито една от страните не побеждава в битката. Скоро след това започват мирни преговори между Борис и Търпимир, които водят до размяна на подаръци и сключване на мирен договор с граница установена между Приморска Хърватия, а България се установява твърдо на река Дрина (между днешна Босна и Херцеговина и Сърбия)

## Втора война
Много дълга и тежка война започва между българския цар Симеон I, който иска да превземе Византийската империя и нейния владетел Роман I Лакапин. Под силния натиск от българите и понасяйки загуба след загуба Византия започва преговори със Сърбия и Хърватия с цел да създаде съюз срещу Българите. Информиран за тези планове от Принци Михайло Вишевич от Захумлие, който е принуден да се оттегли към островите, когато сръбските владетели вземат контрол над повечето от земите му за себе си, Симеон превзема Сърбия през 924 година, унищожавайки чрез хитрост аристокрацията им и правейки страната директно част от Българското царство. Сръбския владетел Захарий Първославлиевич отива на заточение в хърватския двор, докато след унищожаването на царството огромни вълни от сръбски бежанци не навлизат в Хърватия. Опитвайки се да накара Хърватия да влезе в коалиция Роман I нарежда на провинция Далмация през 925 година да не плаща такси на Византия, а на Хърватската държава;. Териториите в Далмация, включително повечето градове и северни острови оттогава стават собственост на крал Томислав и остават в Хърватия. Сърбите от Захумлие съюзени с Хърватия и принц Михайло стават васали на Томислав преди 926 година. Цар Симеон изпраща войска начело с алогоботур, за да изтласка сръбските бежанци по-нататък в Хърватия, предизвиквайки война през 926 година.
Връхната точка на войната е Битката при Босненските планини на 27 май 927 година, когато хърватските сили под командването на Томислав напълно разбиват българските сили, убивайки повечето българи в битката. Хърватската победа е толкова убедителна и битката толкова голяма, че тогавашните източници прекалено много надценяват броя на хърватската армия (160 000 души) и както и българската войска, която е била малко над този на хърватите. Това е единствената битка, която Симеон някога губи. Двамата владетели поддържат добри отношения с папа Йоан X и той се опитва да води мирни преговори, които да не водят до териториални изменения. Макар че източната граница е разширена надолу към босненската река, хърватското кралство е много подсилено от военни и природни ресурси: то излиза от войната като едно от модерните кралства в периода и успява да създаде своя флота със среден брой кораби за онова време. В същия ден на битката Симеон умира в Преслав и неговия наследник Петър I се изправя срещу вътрешни трудности и въстания на неговите братя Михаил и Иван. Сърбите успяват да вземат предимство в тази ситуация и през 931 година се завръщат в домовете си в създаденото отново сръбско княжество по този начин унищожавайки кратко съществувалия съсед на България.

## Трета война
През втората половина на 10 век Хърватското кралство е управлявано от Степан Държислав. Той оформя съюз с Византия, която в замяна го разпознава като крал на земите си. След смъртта му през 997 година, синът му Светослав Суроня продължава провизантийската си политика. Братята му Крешимир III и Гоислав не искат Светослав да управлява и се опитват чрез преврат да го свалят като молят българския цар Самуил да им помогне. Отговаряйки на молбата им Самуил отива на поход през 998 година и срива до основи далмацианските градове Трогир и Сплит, но е спрян при обсадата на Задар. Българските сили тогава се завръщат в страната, използвайки босненски пътища. Територията завзета от Самуил по време на войната е дадена на Крешимир и Гоислав, които с по-нататъшна българска подкрепа печелят хърватската гражданска война и вземат властта в кралството през 1000 година. Светослав Суроня, византийски и венециански съюзник е изпратен на заточение във Венеция, но след промени в правителството на Венеция заминава на заточение в Унгария. След смъртта на Иван Владислав през 1018 година България пада под византийска власт и Крешимир III, и Гоислав, двамата хърватски крале става византийски васали.